# Liste der Naturdenkmale in Freudental
| Naturdenkmale | Anzahl |
| ------------- | ------ |
| FND           | 2      |
| END           | 7      |
| Gesamt        | 9      |

Die Liste der Naturdenkmale in Freudental nennt die verordneten Naturdenkmale (ND) der im baden-württembergischen Landkreis Ludwigsburg liegenden Gemeinde Freudental. In Freudental gibt es insgesamt neun als Naturdenkmal geschützte Objekte, davon zwei flächenhafte Naturdenkmale (FND) und sieben Einzelgebilde-Naturdenkmale (END).
Stand: 30. Oktober 2016.

## Flächenhafte Naturdenkmale (FND)
| Name                           | Bild | Kennung     | Einzelheiten | Position | Fläche Hektar | Datum        |
| ------------------------------ | ---- | ----------- | ------------ | -------- | ------------- | ------------ |
| Feuchtgebiet „Aufwiesen“       | BW   | 81180160003 | Freudental   | ⊙        | 1,5           | 7. Juli 1989 |
| Pflanzenstandort „Teufelsberg“ | BW   | 81180160004 | Freudental   | ⊙        | 0,1           | 7. Juli 1989 |
| Legende für Naturdenkmal       |      |             |              |          |               |              |

## Einzelgebilde (END)
| Name                     | Bild | Kennung     | Einzelheiten | Position | Fläche Hektar | Datum        |
| ------------------------ | ---- | ----------- | ------------ | -------- | ------------- | ------------ |
| 1 Einblattesche          | BW   | 81180160002 | Freudental   | ⊙        | 0,0           | 7. Juli 1989 |
| 1 Speierling             | BW   | 81180160006 | Freudental   | ⊙        | 0,0           | 2. Apr. 1993 |
| 1 Speierling             | BW   | 81180160007 | Freudental   | ⊙        | 0,0           | 2. Apr. 1993 |
| 1 Speierling             | BW   | 81180160008 | Freudental   | ⊙        | 0,0           | 2. Apr. 1993 |
| 1 Speierling             | BW   | 81180160009 | Freudental   | ⊙        | 0,0           | 2. Apr. 1993 |
| 2 Sommerlinden           | BW   | 81180160001 | Freudental   | ⊙        | 0,0           | 7. Juli 1989 |
| 2 Speierlinge            | BW   | 81180160005 | Freudental   | ⊙        | 0,0           | 7. Juli 1989 |
| Legende für Naturdenkmal |      |             |              |          |               |              |